# شهادت سنت باربارا
شهادت سنت باربارا (انگلیسی: The Martyrdom of Saint Barbara) یک نقاشی است مربوط به اوایل سده ۱۶ میلادی از لوکاس کراناخ پدر، نقاش برجسته آلمانی که امروزه جزو مجموعه آثار هنری موزه هنر ایندیاناپلیس(واقع در ایالات متحده آمریکا) است. نقاشی نشانگر کشته شدن سنت باربارا است